# Danmarksserien 2018
La Danmarksserien 2018 è la 27ª edizione del campionato di football a 9, organizzato dalla DAFF. Per la prima volta i due gironi hanno portato alla disputa di due diversi bowl.

## Squadre partecipanti
| Club                                   | Città                       | Stadio | Sponsor ufficiale | Risultato nella stagione 2017 |
| -------------------------------------- | --------------------------- | ------ | ----------------- | ----------------------------- |
| AaB 89ers II                           | Aalborg                     |        |                   |                               |
| Aarhus Tigers II                       | Aarhus                      |        |                   |                               |
| Avedøre Monarchs                       | Hvidovre                    |        |                   |                               |
| Holstebro Dragons/ Skjern Trojans      | Holstebro/Ringkøbing-Skjern |        |                   |                               |
| Kolding Guardians                      | Kolding                     |        |                   |                               |
| Middelfart Stingers/ Odense Badgers II | Middelfart/Odense           |        |                   |                               |
| Midwest Musketeers                     | Viborg                      |        |                   |                               |
| Randers Rednex                         | Randers                     |        |                   |                               |
| Triangle Razorbacks II                 | Vejle                       |        |                   |                               |

## Stagione regolare

### Calendario

#### 1ª giornata
| Randers 12 agosto 2018, ore 14:00 | Randers Rednex | 6 – 38 referto | Kolding Guardians | Thunder Field |

| Holstebro 12 agosto 2018, ore 14:00 | Holstebro Dragons /Skjern Trojans | 52 – 0 referto | AaB 89ers II | Idrætscenter Vest |

#### 2ª giornata
| Hvidovre 19 agosto 2018, ore 14:00 | Avedøre Monarchs | 6 – 16 referto | Triangle Razorbacks II | Hvidovre Gymnasium |

| Skive 19 agosto 2018, ore 14:00 | Midwest Musketeers | 6 – 36 referto | Aarhus Tigers II | Resen Skole |

#### 3ª giornata
| Kolding 25 agosto 2018, ore 14:00 | Kolding Guardians | - – - (annullata) referto | Middelfart Stingers/ Odense Badgers II | Bakkeskolen |

| Holstebro 25 agosto 2018, ore 14:00 | Holstebro Dragons /Skjern Trojans | 24 – 18 referto | Aarhus Tigers II | Idrætscenter Vest |

| Randers 26 agosto 2018, ore 14:00 | Randers Rednex | 8 – 28 referto | Næstved Vikings | Thunder Field |

#### 4ª giornata
| Middelfart 2 settembre 2018, ore 14:00 | Middelfart Stingers /Odense Badgers II | 6 – 0 referto | Avedøre Monarchs | Hyllehøjskolen |

| Aalborg 2 settembre 2018, ore 14:00 | AaB 89ers II | 14 – 42 referto | Midwest Musketeers | Aab´s anlæg |

#### 5ª giornata
| Hvidovre 8 settembre 2018, ore 14:00 | Avedøre Monarchs | 50 – 0 (a tavolino) referto | Randers Rednex | Hvidovre Gymnasium |

| Viby J 8 settembre 2018, ore 14:00 | Aarhus Tigers II | 50 – 0 (a tavolino) referto | AaB 89ers II | Bøgeskov Idrætsanlæg |

| Vejle Øst 9 settembre 2018, ore 14:00 | Triangle Razorbacks II | 8 – 58 referto | Kolding Guardians | Kirkebakkehallen |

#### 6ª giornata
| Viborg 15 settembre 2018, ore 14:00 | Midwest Musketeers | 28 – 14 referto | Holstebro Dragons/ Skjern Trojans | Viborg Katedralskole |

| Vejle Øst 16 settembre 2018, ore 14:00 | Triangle Razorbacks II | 30 – 28 referto | Middelfart Stingers/ Odense Badgers II | Kirkebakkehallen |

#### 7ª giornata
| Kolding 22 settembre 2018, ore 14:00 | Kolding Guardians | 22 – 6 referto | Avedøre Monarchs | Bakkeskolen |

| Middelfart 23 settembre 2018, ore 14:00 | Middelfart Stingers /Odense Badgers II | 0 – 46 referto | Randers Rednex | Hyllehøjskolen |

| Viby J 23 settembre 2018, ore 14:00 | Aarhus Tigers II | 12 – 14 referto | Midwest Musketeers | Bøgeskov Idrætsanlæg |

#### 8ª giornata
| Aalborg 30 settembre 2018, ore 14:00 | AaB 89ers | 14 – 10 referto | Holstebro Dragons/ Skjern Trojans | Aab´s anlæg |

### Classifiche
Le classifiche della regular season sono le seguenti:
- PCT = percentuale di vittorie, G = partite giocate, V = partite vinte,  P = partite perse, PF = punti fatti, PS = punti subiti

#### Girone 1 (Elming Bowl)
| Pos. | Squadra                                | PCT   | G | V | N | P | PF  | PS  |
| ---- | -------------------------------------- | ----- | - | - | - | - | --- | --- |
| 1    | Kolding Guardians                      | 1.000 | 3 | 3 | 0 | 0 | 118 | 20  |
| 2    | Triangle Razorbacks II                 | .750  | 4 | 3 | 0 | 1 | 82  | 100 |
| 3    | Middelfart Stingers/ Odense Badgers II | .333  | 3 | 1 | 0 | 2 | 34  | 76  |
| 4    | Avedøre Monarchs                       | .250  | 4 | 1 | 0 | 3 | 62  | 44  |
| 5    | Randers Rednex                         | .250  | 4 | 1 | 0 | 3 | 60  | 116 |

#### Girone 2 (Placerings Bowl)
| Pos. | Squadra                           | PCT  | G | V | N | P | PF  | PS  |
| ---- | --------------------------------- | ---- | - | - | - | - | --- | --- |
| 1    | Midwest Musketeers                | .750 | 4 | 3 | 0 | 1 | 90  | 76  |
| 2    | Holstebro Dragons/ Skjern Trojans | .500 | 4 | 2 | 0 | 2 | 100 | 60  |
| 3    | Aarhus Tigers II                  | .500 | 4 | 2 | 0 | 2 | 116 | 44  |
| 4    | AaB 89ers II                      | .250 | 4 | 1 | 0 | 3 | 28  | 154 |

## Finali

### I Placerings Bowl
| Viborg 6 ottobre 2018, ore 14:00 | Midwest Musketeers | 58 – 18 referto | Holstebro Dragons/ Skjern Trojans | Viborg Katedralskole |

### XXVII Elming Bowl
| Vejle 6 ottobre 2018, ore 19:00 | Kolding Guardians | 26 – 8 referto | Triangle Razorbacks II | Vejle Atletikstadion |

## Verdetti
- Kolding Guardians Vincitori dell'Elming Bowl 2018
- Midwest Musketeers Vincitori del Placerings Bowl 2018